# Aloe boiteaui
Aloe boiteaui (укр. Алое Буато)  — сукулентна рослина роду алое.

## Етимологія
Видова назва дана на честь П'єра Луї Буато (фр. Pierre Luis Boiteau, 1911—1980), французького ботаніка на Мадагаскарі і куратора Ботанічного саду в Антананаріву.

## Морфологічна характеристика
Багаторічна трав'яниста рослина без стебла або з дуже коротким стеблом, одиночні. Листя зібрано в розетку, що складається з близько 10 трикутних листків 15-20 см завдовжки, 1,5 см завширшки. Забарвлення листя оливково-зелене з рожевим обідком. Периферійні зубчики 0,5-1 мм завдовжки, рожеві, на відстані між 2 мм один від одного. Суцвіття 10-15 см, просте, несе близько 10 яскравих червоних квіток.
Aloe boiteaui схоже з Aloe leandri. Основні відмінності: Aloe boiteaui має розмір листя 20 x 1,5 см, граничні зубчики 0,5-1 мм розташовані з інтервалом 2 мм, квітки яскраво-червоні на квітконосі близько 15 см заввишки. Aloe leandri має розмір листя 15 x 1-2 см, граничні зубчики 1-1,5 мм розташовані з інтервалом 3,5-8 мм, квіти жовті на квітконоси 70-85 см заввишки.

## Місця зростання
Зростає в південно-східній частині Мадагаскара в провінції Туліара в регіоні Анузі, в районі міста Туліара.

## Умови вирощування
Мінімальна температура — + 10 °C. Надає перевагу сонячним місцям або легкій тіні. Посухостійка рослина.